# Jerome Karabel
Jerome Karabel (Berkeley, 1950) è un sociologo, politologo e opinionista statunitense.
Professore di sociologia all'Università della California - Berkeley, è l'autore del volume  The Chosen: The Hidden History of Admission and Exclusion ad Harvard, Yale e Princeton, premiato dall'Associazione sociologica americana nella categoria dei libri accademici. Insieme a Steven Brint, ha firmato The Diverted Dream: Community Colleges and the Promise of Educational Opportunity in America, premiato dall'American Educational Research Association.
Ha scritto vari testi comparativi sugli istituti di scuola secondaria, sulla storia e sulla politica sociale statunitensi.

## Biografia
Nel 1972, Jerome Karabel si laureò all'Università di Harvard, dove cinque anni più tardi conseguì il dottorato. Dopo la laurea, si perfezionò anche al Nuffield College di Oxford e all'Ecole des Hautes Etudes di Parigi. Vincitore di bore di studio e sovvenzioni della National Science Foundation, della Ford Foundation e del National Institute of Education, dal 2009 al 2010 è stato assistente con incarica di insegnamento della Woodrow Wilson International Center for Scholars di Washington D.C. per il progetto intitolato American Exceptionalism, Social Well-Being, and the Quality of Life in the United States (Eccezionalismo americano, benessere sociale e qualità della vita negli Stati Uniti).
I suoi articoli sono stati pubblicati nelle sefguenti riviste accademiche di politica, pedagogia e sociologia: American Sociological Review, Harvard Education Review, Theory and Society, la rivista filomarxista Social Forces e Politics and Society. Inoltre, ha collaborato con il The New York Times, The Huffington Post, The New York Review of Books, The Nation, The Los Angeles Times e Le Monde diplomatique.
I suoi interessi di ricerca si sono focalizzati sulla in sociologia dell'educazione, in particolare sui concetti di meritocrazia, opportunità, accessibilità e capitale culturale nell'istruzione superiore americana e sul ruolo del sistema educativo nel legittimare la perpetuazione dell'ordine sociale esistente.
Ad esempio, nel volume In The Chosen, Karabel documenta che i criteri non meramente scolastici per l'ammissione ad Harvard, Yale e Pronceton furono introdotti per la prima volta negli anni Venti nel tentativo di limitare il numero di studenti ebrei. I nuovi criteri includevano: lettere di raccomandazione, servizi e interviste,, performance atletiche ed extracurricolari. Le riforme dei criteri di ingresso furono istituzionalizzate in queste università e in altre istituzioni d'élite dell'epoca e furono mantenute anche nel Dopoguerra, con il parziale consenso dell'opinione pubblica, che nella seconda metà del XX secolo vi ravvisava un'apertura democratica dell'élite al valore della biodiversità culturale.

## Opere selezionate
- The Chosen: The Hidden History of Admission and Exclusion at Harvard, Yale, and Princeton, Houghton Mifflin, 2005 (vincitore del 2005 National Jewish Book Award).
- "Towards a Theory of Intellectuals and Politics," Theory and Society, 25, n. 2, Aprile 1996, pp. 205-233.
- con Steven Brint, The Diverted Dream: Community Colleges and the Promise of Educational Opportunity in America, 1990-1985, Oxford University Press, 1989.
- con A.H. Halsey, Power and Ideology in Education, Oxford University Press, 1977.